# Sacristie

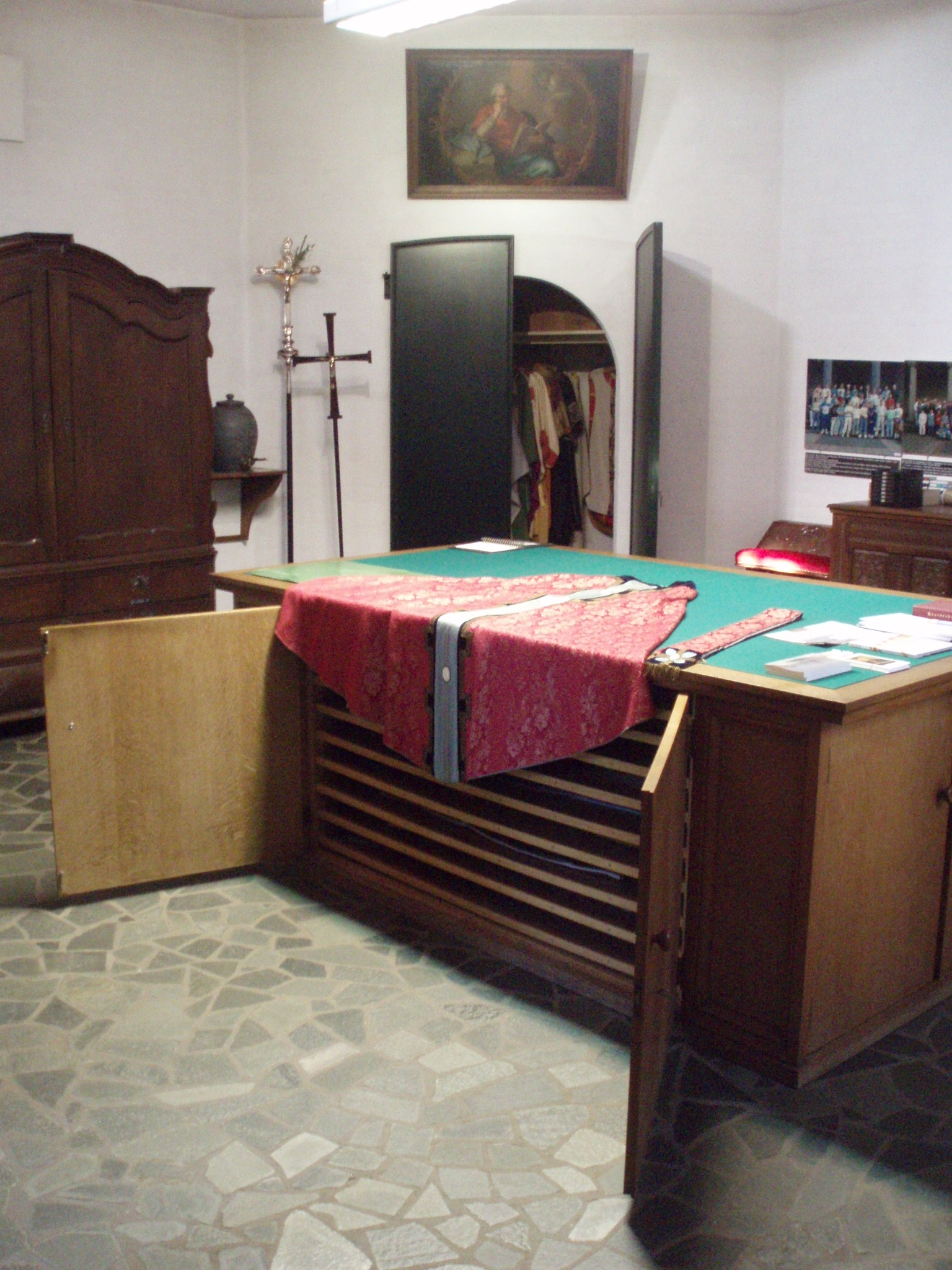
Sacristie

Sacristia este încăperea din biserică în care preotul se pregătește pentru a celebra liturghia, alaturi de ministranți (baieții de altar); aici se păstrează veșmintele bisericești, vasele de cult (potire etc.), precum și alte obiecte necesare cultului (cădelnițele, tămâia, lumânările etc.). Persoana care are în grija sa sacristia se numește sacristan sau țârcovnic. 
Sacristia, așa cum indică numele său, este locul care servește pregătirii pentru slujbele religioase.